# Premios Edublog
Los Premios Edublog se celebran anualmente, están basados en los programas de cada comunidad educativa que reconoce y celebra la excelencia en el uso de la práctica de los weblogs y medios de comunicación social para facilitar la educación. Las propuestas son bienvenidas desde cualquier país, en cualquier idioma, de los educadores que trabajan con grupos de cualquier edad o tipo de estudiante, incluyendo iniciativas de los alumnos. Las nominaciones se abren dentro de las distintas categorías en el mes de noviembre de cada año, la entrega de Premios tendrá lugar en diciembre, a raíz de una votación de la comunidad.

## Historia
Los Premios se fundaron en 2004 por James N. Farmer, basado en parte por una sugerencia de Alexander Halavais. Al año siguiente, Josie Fraser tomó la administración de los premios, trabajando con Dave Cormier y Jeff Lebow desde 2005 en adelante. En 2007 James N. Farmer se unió al equipo, y Jo Kay se unió también al equipo por primera vez, proporcionando a la ceremonia de premios un hogar virtual en la plataforma mundial  Second Life.

## Objetivos
Los tres objetivos principales detrás de los premios son:
- Proporcionar una oportunidad para una comunidad internacional que están interesados e involucrados en los escolares y de la educación basada en los blogs (edublog) y el uso de los medios sociales, una oportunidad para unirnos como una comunidad, descubrir nuevas formas de uso de los blogs y los medios sociales para apoyar el aprendizaje, y poner de relieve la riqueza del efectivo e innovador trabajo que se está llevando a cabo a nivel mundial.

- Anualmente actualizada de recursos para aquellos involucrados en el pensamiento acerca del uso de software social y de contenidos generados por el usuario, de los sitios de apoyo a la educación de las comunidades de todo tipo. También demuestran la diversidad de uso de blogs, wikis, las herramientas audiovisuales, los mundos virtuales y las plataformas de redes sociales.

- Demostrar que las nuevas tecnologías pueden ser utilizadas en positivo, con innovaciones, seguras y eficaces. El programa de Premios está diseñado para actuar como un argumento en contra de un pánico moral, acercándose al  uso de las tecnologías de la educación, que promueve innovadoras y prácticas creativas. Los Premios argumentan que la alfabetización digital y la participación social para estudiantes, profesores e instituciones, como la manera eficaz de hacer frente a los posibles peligros, como se opuso a la prohibición y restricción de acceso dentro de la educación y los servicios de la biblioteca.

## Los últimos ganadores
- 2004
- 2005
- 2006
- 2007
- 2008
- 2009
- 2010
- 2011
- 2012
- 2013
- 2014